# Championnat de Mongolie de football 2021
Navigation
Saison précédente Saison suivante
La saison 2021 du Championnat de Mongolie de football est la vingt-sixième édition de la National Premier League, le championnat de première division en Mongolie. Les dix équipes sont regroupées au sein d'une poule unique où elles s'affrontent deux fois, à domicile et à l'extérieur. Le dernier du classement est relégué et remplacé par le champion de First League, la deuxième division nationale.
Le club d'Athletic 220 Football Club remporte son deuxième titre de champion cette saison après avoir terminé en tête du classement final.
Grâce à ce succès, le club se qualifie pour la Coupe de l'AFC 2022.

## Les clubs participants
- Khaan Khuns-Erchim FC
- Khangarid
- Ulaanbaatar Mazaalai repêché à la suite du forfait d'Anduud City
- Selenge Press Falcons
- FC Ulaanbaatar
- Deren FC
- Ulaanbaatar City FC
- Athletic 220 FC
- BCH Lions - Promu de First League
- Khoromkhon - Promu de First League

## Compétition
Le barème de points servant à établir le classement se décompose ainsi :
- Victoire : 3 points
- Match nul : 1 point
- Défaite : 0 point

### Classement
| Rang | Équipe                | Pts | J  | G  | N | P  | Bp | Bc | Diff |
| ---- | --------------------- | --- | -- | -- | - | -- | -- | -- | ---- |
| 1    | Athletic 220 FC T     | 40  | 18 | 13 | 1 | 4  | 42 | 20 | +22  |
| 2    | Deren FC              | 35  | 18 | 11 | 2 | 5  | 32 | 19 | +13  |
| 3    | Selenge Press Falcons | 35  | 18 | 11 | 2 | 5  | 38 | 24 | +14  |
| 4    | FC Ulaanbaatar        | 33  | 18 | 9  | 6 | 3  | 34 | 16 | +18  |
| 5    | Khaan Khuns-Erchim FC | 30  | 18 | 9  | 3 | 6  | 33 | 19 | +14  |
| 6    | Ulaanbaatar City FC   | 29  | 18 | 9  | 2 | 7  | 42 | 40 | +2   |
| 7    | Khangarid             | 18  | 18 | 5  | 3 | 10 | 30 | 45 | -15  |
| 8    | BCH Lions P           | 17  | 18 | 5  | 2 | 11 | 36 | 51 | -15  |
| 9    | KhoromkhonP           | 17  | 18 | 5  | 2 | 11 | 31 | 47 | -16  |
| 10   | Ulaanbaatar Mazaalai  | 3   | 18 | 0  | 3 | 15 | 12 | 49 | -37  |

|  | Qualification pour la Coupe de l'AFC 2022                                           |
|  | Relégation en First League                                                          |
|  | T : Tenant du titre C : Vainqueur de la Coupe de Mongolie P : Promu de First League |

- source soccerway

## Bilan de la saison
| Championnat de Mongolie de football 2020 |                                       |
| Champion                                 | Athletic 220 Football Club (2e titre) |
| Qualifications continentales             |                                       |
| Coupe de l'AFC 2022                      | Athletic 220 Football Club            |
| Promotions et relégations                |                                       |
| Promus en National Premier League        |                                       |
| Relégués en First League                 | Ulaanbaatar Mazaalai                  |